# Avetianella longoi
Avetianella longoi är en stekelart som beskrevs av Siscaro 1992. Avetianella longoi ingår i släktet Avetianella och familjen sköldlussteklar. Inga underarter finns listade.